# Gospodar prstenova (filmska trilogija)
Gospodar prstenova je američki filmski fantastično-pustolovni serijal snimljen u tri dijela i prikazivan u kinima u razdoblju od 2001. do 2003. godine.
Serijal je filmska adaptacija znanstveno-fantastičnog romana Gospodar prstenova, J.R.R. Tolkiena koji se, također, sastoji od tri dijela: Prstenova družina (2001.), Dvije kule (2002.) i Povratak kralja (2003.). Filmska adaptacija prati radnju romana, no primjetne su i određeni otkloni u odnosu na književni predložak kojima je cilj bio zadržavanje dramskog naboja, šira profilacija nekih likova (Arwen, Saruman) i ostvarenje linearnosti radnje.

## Radnja

### Prstenova družina
U Drugom dobu Međuzemlja, gospodari vilenjaka, patuljaka i ljudi dobivaju Prstenove moći. Bez njihovog znanja, Mračni Gospodar Sauron kuje Jedini Prsten u Mount Doom, usađujući u njega velik dio svoje moći, kako bi dominirao ostalim Prstenovima kako bi mogao osvojiti Međuzemlje. Posljednji savez ljudi i vilenjaka bori se protiv Sauronovih snaga u Mordoru. Isildur od Gondora odsijeca Sauronov prst i prsten s njim, pobjeđujući tako Saurona i vraćajući ga u oblik duha. S prvim Sauronovim porazom počinje Treće doba Međuzemlja. Utjecaj Prstena kvari Isildura, koji ga uzima za sebe i kasnije ga ubijaju Orci. Prsten je izgubljen u rijeci 2500 godina dok ga ne pronađe Gollum, koji ga posjeduje više od četiri i pol stoljeća. Prsten napušta Golluma i kasnije ga pronalazi hobit po imenu Bilbo Baggins, koji nije svjestan njegove povijesti. 
Šezdeset godina kasnije, Bilbo slavi svoj 111. rođendan u Shireu, ponovno se sastajući sa svojim starim prijateljem, čarobnjakom Gandalfom Sivim. Bilbo napušta Shire u posljednju avanturu, a svoje nasljedstvo, uključujući Prsten, ostavlja svom nećaku Frodu. Gandalf istražuje Prsten, otkriva njegovu pravu prirodu i saznaje da su Golluma zarobili i mučili Sauronovi Orci, otkrivajući dvije riječi tijekom njegovog ispitivanja: "Shire" i "Baggins". Gandalf se vraća i upozorava Froda da napusti Shire. Dok Frodo odlazi sa svojim prijateljem, vrtlarom Samwiseom Gamgeejem, Gandalf jaše u Isengard kako bi se sastao s čarobnjakom Sarumanom, ali otkriva svoj savez sa Sauronom, koji je poslao svojih devet nemrtvih Nazgûl slugu da pronađu Froda. 
Frodu i Samu se pridružuju kolege hobiti Merry i Pippin i oni izbjegavaju Nazgûle prije nego što stignu u Bree, gdje bi se trebali susresti s Gandalfom. Međutim, Gandalf nikada ne stiže, jer ga je Saruman zarobio. Hobitima zatim pomaže rendžer po imenu Strider, koji obećava da će ih otpratiti do Rivendella; međutim, upadaju u zasjedu Nazgûla na Weathertopu, a njihov vođa, Kralj-vještac, ubada Froda morgulskom oštricom. Arwen, vilenjakinja i Striderova voljena, pronalazi Stridera i spašava Froda, prizivajući poplavne vode koje odnose Nazgûle. Odvodi ga u Rivendell, gdje ga izliječe Vilenjaci. Frodo se susreće s Gandalfom, koji je pobjegao iz Isengarda na Velikom Orlu. Te noći, Strider se ponovno sastaje s Arwen i oni potvrđuju svoju ljubav jedno drugome. 
Suočen s prijetnjom i Saurona i Sarumana, Arwenin otac, Lord Elrond, odlučuje da ne zadrži Prsten u Rivendellu. On održava vijeće vilenjaka, ljudi i patuljaka, kojem također prisustvuju Frodo i Gandalf, koje odlučuje da se Prsten mora uništiti u požarima Planine Usuda. Frodo se dobrovoljno javlja da preuzme Prsten, u pratnji Gandalfa, Sama, Merryja, Pippina, vilenjaka Legolasa, patuljka Gimlija, Boromira od Gondora i Stridera—koji je zapravo Aragorn, Isildurov nasljednik i zakoniti kralj Gondora. Bilbo, koji sada živi u Rivendellu, daje Frodu svoj ubod mača i košulju od verižne oklope od mitrila. 
Prstenova družina ide prema Rohanskom procjepu, ali otkrivaju da ga promatraju Sarumanovi špijuni. Umjesto toga krenuli su preko planinskog prijevoja Caradhras, ali Saruman prizove oluju koja ih prisili da putuju kroz rudnike Morije. Nakon što pronađu Patuljke Morije mrtve, Družinu napadaju Orci i špiljski trol. Zadržavaju ih, ali se suočavaju s Durinovim Baneom: Balrogom koji živi u rudnicima. Dok ostali bježe, Gandalf se brani od Balroga i baca ga u golemu provaliju, ali Balrog povlači Gandalfa sa sobom u tamu. Uništena Družina stiže do Lothlóriena, kojim vlada Vilenjačka kraljica Galadriel, koja privatno obavještava Froda da samo on može dovršiti zadatak i da će jedan od njegovih prijatelja u Družini pokušati uzeti Prsten. U međuvremenu, Saruman stvara vojsku Uruk-haija u Isengardu da pronađe i ubije Družinu. 
Družina putuje rijekom do Parth Galena. Frodo odluta i suoči se s Boromirom, koji pokušava uzeti Prsten kao što je Lady Galadriel predvidjela. Uruk-hai izviđači tada postavljaju zasjedu Družini; njihov vođa, Lurtz, smrtno ranjava Boromira jer ih ne uspijeva spriječiti da Merryja i Pippina zarobe. Aragorn dolazi i ubija Lurtza prije nego što utješi Boromira dok umire, obećavajući pomoć narodu Gondora u nadolazećem sukobu. Bojeći se da će Prsten pokvariti njegove prijatelje, Frodo odlučuje sam otputovati u Mordor, ali dopušta Samu da pođe, prisjećajući se svog obećanja Gandalfu da će se brinuti za njega. Dok su Aragorn, Legolas i Gimli krenuli spasiti Merryja i Pippina, Frodo i Sam se spuštaju niz planinski prijevoj Emyn Muil, putujući prema Mordoru.

### Dvije kule
Probudivši se iz sna o Gandalfovoj borbi s Balrogom u Moriji, Frodo Baggins nađe se, zajedno sa Samwiseom Gamgeejem, izgubljenim u Emyn Muilu blizu Mordora. Otkrivaju da ih prati Gollum, bivši nositelj Jedinog Prstena. Zarobivši Goluma, Frodo se sažali i dopusti mu da ih vodi, podsjećajući Sama da će im trebati Gollumova pomoć da se infiltriraju u Mordor. 
Aragorn, Legolas i Gimli progone grupu Uruk-hai kako bi spasili svoje drugove Merryja i Pippina, ulazeći u kraljevstvo Rohan. Uruk-haije upada u zasjedu grupe Rohirrima, što omogućuje Hobitima da pobjegnu u šumu Fangorn. Susrećući Aragornovu skupinu, vođa Rohirrima Éomer objašnjava da je njega i njegove ljude protjerao Rohanov kralj Théoden, koji je pod kontrolom Sarumana i njegovog sluge Gríme Crvojezika. Éomer vjeruje da su Merry i Pippin ubijeni tijekom racije, ali grupi ostavlja dva konja. U potrazi za Hobitima u Fangornu, Aragornova skupina susreće Gandalfa, koji je nakon borbe protiv Balroga uskrsnuo kao Gandalf Bijeli kako bi pomogao spasiti Međuzemlje. 
Gandalf vodi trio u Rohanovu prijestolnicu, Edoras, gdje Gandalf oslobađa Théodena Sarumanove kontrole. Aragorn sprječava Théodena da pogubi Crvojezika, koji bježi. Saznavši za Sarumanove planove da uništi Rohan sa svojom Uruk-hai vojskom, Théoden evakuira svoje građane u tvrđavu Hornburg u Helmovom ponoru. Gandalf odlazi pronaći Éomera i njegove sljedbenike, nadajući se da će se boriti za svog obnovljenog kralja. Aragorn se sprijatelji s Théodenovom nećakinjom, Éowyn, koja postaje zaljubljena u njega. Kada izbjeglice koje putuju u Helmov ponor napadnu Sarumanovi Orci koji jašu Wargove, Aragorn pada s litice i pretpostavlja se da je mrtav. Pronalazi ga njegov konj Brego i jaše do Helmovog ponora, svjedočeći kako Sarumanova vojska maršira prema tvrđavi. 
U Rivendellu, Arwen njezin otac Elrond govori da se Aragorn neće vratiti. On je podsjeća da će, ako ostane u Međuzemlju, nadživjeti Aragorna tisućama godina, i ona nevoljko odlazi u Valinor. Elronda kontaktira Galadriel iz Lothlóriena, koja ga uvjerava da bi Vilenjaci trebali poštovati svoje savezništvo s ljudima, te šalju vojsku Vilenjaka u Helmov ponor. 
U Fangornu, Merry i Pippin upoznaju Drvobradaša, Enta. Uvjerivši Drvobradaša da su saveznici, dovedeni su na Entsko vijeće, gdje Enti odluče ne sudjelovati u nadolazećem ratu. Pippin traži Drvobradaša da ih odvede u smjeru Isengarda, gdje svjedoče krčenju šuma uzrokovanom Sarumanovim ratnim naporima. Razjareni, Drvobradi i Enti jurišaju na Isengard, zarobivši Sarumana u njegovoj kuli. 
Aragorn stiže u Helmov ponor, donoseći vijest da je Sarumanova vojska blizu i da se Théoden mora pripremiti za bitku unatoč tome što je brojčano nadjačan. Dolazi vojska vilenjaka iz Lothlóriena, kao i Sarumanova vojska, te dolazi do bitke. Uruk-hai probijaju vanjski zid eksplozivom i tijekom juriša koji je uslijedio ubijaju zapovjednika vilenjaka, Haldira. Branitelji se povlače u utvrdu, gdje Aragorn uvjerava Théodena da se sastane s Uruk-haijem u posljednjoj juriši. U zoru, dok su branitelji svladani, Gandalf i Éomer dolaze s Rohirrimima, preokrećući tok bitke. Preživjeli Uruk-hai bježe u šumu Fangorn i ubijaju ih Enti. Gandalf upozorava da će Sauron uzvratiti. 
Gollum vodi Froda i Sama kroz Mrtve močvare do Crnih vrata, ali im preporučuje da uđu u Mordor drugim putem. Froda i Sama zarobili su rendžeri Ithiliena predvođeni Faramirom, bratom pokojnog Boromira. Frodo pomaže Faramiru uhvatiti Golluma kako bi ga spasio od ubistva Rendžera. Saznavši za Jedini Prsten, Faramir odvodi svoje zarobljenike u Gondor da donesu prsten svom ocu Denethoru. Prolazeći kroz opkoljeni grad Osgiliath, Frodo pokušava objasniti Faramiru pravu prirodu prstena, a Sam objašnjava da je Boromir bio izluđen njegovom moći. Nazgûl umalo uhvati Froda, koji pada pod moć prstena, ali Sam ga spašava i podsjeća ga da se bore za dobro koje je još ostalo u Međuzemlju. Impresioniran Frodovom odlučnošću, Faramir ih oslobađa. Gollum odlučuje da će izdati Froda i povratiti Prsten vodeći grupu do "Nje" po dolasku u Cirith Ungol.

### Povratak kralja
Hobit Sméagol peca sa svojim rođakom Déagolom, koji u rijeci otkriva Jedini prsten. Sméagolov um je zarobljen Prstenom i on zbog toga ubija svog rođaka. Fizički i mentalno sve više iskvaren, povlači se u Maglene planine i postaje poznat kao Gollum. 
Stoljećima kasnije, tijekom Rata za prsten, Gandalf vodi Aragorna, Legolasa, Gimlija i kralja Théodena od Rohana u Isengard, gdje se ponovno ujedinjuju s Merryjem i Pippinom. Gandalf preuzima Sarumanov palantír, a skupina se vraća u Edoras kako bi proslavili svoju pobjedu kod Helmovog ponora. Pippin gleda u palantír, videći Saurona i goruće drvo. Gandalf zaključuje da neprijatelj planira napasti glavni grad Gondora Minas Tirith; odjaše onamo da upozori gondorskog upravitelja Denethora. Pipin, koji ga prati, zaklinje se na vjernost Denethoru, čiji mu je sada mrtvi nasljednik Boromir spasio život; prema Gandalfovim uputama, on pokreće paljenje svjetionika koji pozivaju Rohana u pomoć. 
Frodo, koji nosi Prsten, i Sam nastavljaju svoje putovanje prema Mordoru, nesvjesni da ih Gollum, sada njihov vodič, planira izdati i uzeti Prsten za sebe. Trio svjedoči kako kralj-vještac od Angmara, gospodar devet Nazgûla, kreće prema Gondoru sa svojom vojskom Orka. Gollum se uroti kako bi smjestio Samu zato što jede zalihe hrane i želi Prsten; pod utjecajem rastuće moći Prstena, Frodo je zahvaćen prijevarom i naredi Samu da ide kući. Gollum zatim prevari Froda da ode u jazbinu golemog pauka Sheloba. Frodo za dlaku pobjegne i suoči se s Gollumom, koji nakon tučnjave pada u provaliju. Shelob otkriva, paralizira i veže Froda, ali je ranjen i otjeran od strane Sama koji se vratio, koji, oplakujući Frodovu očiglednu smrt, uzima Prsten. Sam shvaća svoju pogrešku kada grupa Orka zarobi Froda, ali uspijeva spasiti Froda dok se Orci međusobno bore. Sada unutar Mordora, hobiti nastavljaju prema Mount Doom, svom odredištu. 
Dok kralj Théoden okuplja svoju vojsku, Elrond govori Aragornu da Arwen umire jer je odbila napustiti Međuzemlje. Elrond daje Aragornu Andúrila, ponovno iskovanog od krhotina mača kralja Elendila Narsila, i potiče ga da se obveže na traženje Gondorovog prijestolja, kojeg je on nasljednik. Pridružen Legolasu i Gimliju, Aragorn putuje Stazama mrtvih i obećava da će osloboditi tamošnje duhove njihove kletve ako priteknu u pomoć Gondoru. U međuvremenu, Faramir, kojeg je kralj-vještac ranije svladao i otjerao natrag u Minas Tirith, teško je ranjen u optužbi za samoubojstvo; vjerujući da mu je sin mrtav, Denethor pada u ludilo. Gandalf vodi branitelje, ali ogromna vojska Orka provaljuje u grad. Denethor pokušava spaliti sebe i Faramira na lomači, ali Pippin upozorava Gandalfa i oni spašavaju Faramira. Denethor, zapaljen i u agoniji, skače u smrt. 
Théoden dolazi i vodi svoju vojsku protiv Orka. Unatoč početnom uspjehu protiv Orka u bitci koja je uslijedila, desetkovani su od strane Haradrima koji jaše Oliphaunta, a Kralj-vještac smrtno ranjava Théodena; međutim, njegova nećakinja Éowyn ubija Kralja vještica uz Merrynu pomoć. Théoden umire na rukama svoje nećakinje. Aragorn tada stiže sa svojom Vojskom mrtvih, koja svladava Sauronove snage i pobjeđuje u bitci. Njihova zakletva ispunjena, mrtvi su oslobođeni svog prokletstva. Aragorn odlučuje marširati na Mordor kako bi Sauronu odvratio pažnju od Froda, sada iznimno slabog, i Sama; sve Sauronove preostale snage marširaju ususret Aragornovoj diverziji, dopuštajući hobitima da dođu do planine Usuda. Gollum, koji je preživio svoj raniji pad, napada ih, ali Frodo ipak uspijeva ući u planinu. Tamo je podlegao moći Prstena, stavljajući ga na prst, ali Gollum mu uspijeva odgristi prst i vratiti ga. Bore se zajedno i oboje padaju s ruba. Frodo se uspijeva držati i Sam ga povlači, ali Gollum pada i umire; Prsten, koji je pao s njim, raspada se u lavi. Mount Doom eruptira dok Sauron doživljava svoju smrt, dok Aragornova vojska izlazi kao pobjednik dok njezini neprijatelji bježe. 
Gandalf spašava hobite uz pomoć orlova, a preživjela Družina sretno se ponovno ujedinjuje u Minas Tirithu. Aragorn je okrunjen za kralja Gondora i ženi se Arwen. Hobiti se vraćaju kući u Shire, gdje se Sam ženi Rosie Cotton. Nekoliko godina kasnije, Frodo, koji još uvijek pati iznutra i izvana, odlazi iz Međuzemlja u Besmrtne zemlje sa svojim ujakom Bilbom, Gandalfom i vilenjacima. Ostavlja Samu Crvenu knjigu Westmarcha, koja opisuje njihove pustolovine. Sam se vraća u Shire, gdje grli Rosie i njihovu djecu.

## Uloge
Sljedeće uloge predstavljaju one koji su dali glasove ili su portretirali likove koji se pojavljuju u svim filmovima.
| Lik                         |                                   |                                    |                                       |
| Lik                         | Prstenova družina                 | Dvije kule                         | Povratak kralja                       |
| Družina                     | Družina                           | Družina                            | Družina                               |
| --------------------------- | --------------------------------- | ---------------------------------- | ------------------------------------- |
| Frodo Baggins               | Elijah Wood                       | Elijah Wood                        | Elijah Wood                           |
| Aragorn                     | Viggo Mortensen                   | Viggo Mortensen                    | Viggo Mortensen                       |
| Boromir                     | Sean Bean                         | Sean Bean                          | Sean Bean                             |
| Meriadoc "Merry" Brandybuck | Dominic Monaghan                  | Dominic Monaghan                   | Dominic Monaghan                      |
| Samwise Gamgee              | Sean Astin                        | Sean Astin                         | Sean Astin                            |
| Gandalf                     | Ian McKellen                      | Ian McKellen                       | Ian McKellen                          |
| Gimli                       | John Rhys-Davies                  | John Rhys-Davies                   | John Rhys-Davies                      |
| Legolas                     | Orlando Bloom                     | Orlando Bloom                      | Orlando Bloom                         |
| Peregrin "Pippin" Took      | Billy Boyd                        | Billy Boyd                         | Billy Boyd                            |
| Shire i Bree                |                                   |                                    |                                       |
| Bilbo Baggins               | Ian Holm                          |                                    | Ian Holm                              |
| Mrs. Bracegirdle            | Lori Dungey                       |                                    |                                       |
| Barliman Butterbur          | David Weatherley                  |                                    |                                       |
| Rosie Cotton                | Sarah McLeod                      |                                    | Sarah McLeod                          |
| Gaffer Gamgee               | Norman Forsey                     |                                    | Norman Forsey                         |
| Elanor Gamgee               |                                   |                                    | Alexandra Astin                       |
| Bree Gate-Keeper            | Martyn Sanderson                  |                                    |                                       |
| Farmer Maggot               | Cameron Rhodes                    |                                    |                                       |
| Old Noakes                  | Bill Johnson                      |                                    |                                       |
| Everard Proudfoot           | Noel Appleby                      |                                    | Noel Appleby                          |
| Mrs. Proudfoot              | Megan Edwards                     |                                    |                                       |
| Otho Sackville              | Peter Corrigan                    |                                    |                                       |
| Lobelia Sackville-Baggins   | Elizabeth Moody                   |                                    |                                       |
| Ted Sandyman                | Brian Sergent                     |                                    |                                       |
| Rivendell i Lothlórien      |                                   |                                    |                                       |
| Arwen                       | Liv Tyler                         | Liv Tyler                          | Liv Tyler                             |
| Celeborn                    | Marton Csokas                     |                                    | Marton Csokas                         |
| Elrond                      | Hugo Weaving                      | Hugo Weaving                       | Hugo Weaving                          |
| Figwit                      | Bret McKenzie                     |                                    | Bret McKenzie                         |
| Galadriel                   | Cate Blanchett                    | Cate Blanchett                     | Cate Blanchett                        |
| Haldir                      | Craig Parker                      | Craig Parker                       |                                       |
| Rúmil                       | Jørn Benzon                       |                                    |                                       |
| Isengard i Mordor           |                                   |                                    |                                       |
| Gollum / Sméagol            | Andy Serkis                       | Andy Serkis                        | Andy Serkis                           |
| Gorbag                      |                                   |                                    | Stephen Ure                           |
| Gothmog                     |                                   |                                    | Lawrence Makoare Craig Parker (voice) |
| Gríma Wormtongue            |                                   | Brad Dourif                        | Brad Dourif                           |
| Grishnákh                   |                                   | Stephen Ure                        |                                       |
| Lurtz                       | Lawrence Makoare                  |                                    |                                       |
| Mauhúr                      |                                   | Robbie Magasiva Andy Serkis (glas) |                                       |
| Mouth of Sauron             |                                   |                                    | Bruce Spence                          |
| Jedinstveni Prsten          | Alan Howard (voice)               |                                    | Alan Howard (glas)                    |
| Saruman                     | Christopher Lee                   | Christopher Lee                    | Christopher Lee                       |
| Sauron                      | Sala Baker Alan Howard (glas)     |                                    | Sala Baker Alan Howard (glas)         |
| Shagrat                     |                                   |                                    | Peter Tait                            |
| Sharku                      |                                   | Jed Brophy                         |                                       |
| Snaga                       |                                   | Jed Brophy Andy Serkis (glas)      |                                       |
| Uglúk                       |                                   | Nathaniel Lees                     |                                       |
| Witch-king of Angmar        | Brent McIntyre Andy Serkis (glas) |                                    | Lawrence Makoare                      |
| Rohan i Gondor              |                                   |                                    |                                       |
| Damrod                      |                                   |                                    | Alistair Browning                     |
| Denethor                    |                                   | John Noble                         | John Noble                            |
| Éomer                       |                                   | Karl Urban                         | Karl Urban                            |
| Éothain                     |                                   | Sam Comery                         |                                       |
| Éowyn                       |                                   | Miranda Otto                       | Miranda Otto                          |
| Faramir                     |                                   | David Wenham                       | David Wenham                          |
| Freda                       |                                   | Olivia Tennet                      |                                       |
| Gamling                     |                                   | Bruce Hopkins                      | Bruce Hopkins                         |
| Grimbold                    |                                   |                                    | Bruce Phillips                        |
| Háma                        |                                   | John Leigh                         |                                       |
| Haleth                      |                                   | Calum Gittins                      |                                       |
| Irolas                      |                                   |                                    | Ian Hughes                            |
| King of the Dead            |                                   |                                    | Paul Norell                           |
| Madril                      |                                   | John Bach                          | John Bach                             |
| Morwen                      |                                   | Robyn Malcolm                      |                                       |
| Théoden                     |                                   | Bernard Hill                       | Bernard Hill                          |
| Théodred                    |                                   | Paris Howe Strewe                  |                                       |
| Treebeard                   |                                   | John Rhys-Davies (glas)            | John Rhys-Davies (glas)               |
| Povijesne osobe             |                                   |                                    |                                       |
| Déagol                      | Thomas Robins (samo ruka)         |                                    | Thomas Robins                         |
| Elendil                     | Peter McKenzie                    |                                    |                                       |
| Gil-galad                   | Mark Ferguson                     |                                    |                                       |
| Isildur                     | Harry Sinclair                    |                                    | Harry Sinclair                        |

### Filmska ekipa
| Ekipa                       |                                                                   |                                                                   |                                                                   |
| Ekipa                       | Prstenova družina                                                 | Dvije kule                                                        | Povratak kralja                                                   |
| --------------------------- | ----------------------------------------------------------------- | ----------------------------------------------------------------- | ----------------------------------------------------------------- |
| Redatelj                    | Peter Jackson                                                     | Peter Jackson                                                     | Peter Jackson                                                     |
| Producenti                  | Barrie M. Osborne, Peter Jackson, Fran Walsh, i Tim Sanders(1)    | Barrie M. Osborne, Peter Jackson, Fran Walsh, i Tim Sanders(1)    | Barrie M. Osborne, Peter Jackson, Fran Walsh, i Tim Sanders(1)    |
| Scenaristi                  | Fran Walsh, Philippa Boyens, Peter Jackson, i Stephen Sinclair(2) | Fran Walsh, Philippa Boyens, Peter Jackson, i Stephen Sinclair(2) | Fran Walsh, Philippa Boyens, Peter Jackson, i Stephen Sinclair(2) |
| Skladatelj                  | Howard Shore                                                      | Howard Shore                                                      | Howard Shore                                                      |
| Snimatelj                   | Andrew Lesnie                                                     | Andrew Lesnie                                                     | Andrew Lesnie                                                     |
| Urednici                    | John Gilbert(1)                                                   | Michael Horton(2)                                                 | Jamie Selkirk(3)                                                  |
| Dizajneri produkcije        | Dan Hennah i Grant Major                                          | Dan Hennah i Grant Major                                          | Dan Hennah i Grant Major                                          |
| Idejni projektanti          | Alan Lee i John Howe                                              | Alan Lee i John Howe                                              | Alan Lee i John Howe                                              |
| Kostimografi                | Ngila Dickson i Richard Taylor                                    | Ngila Dickson i Richard Taylor                                    | Ngila Dickson i Richard Taylor                                    |
| Nadzornik vizualnih efekata | Jim Rygiel                                                        | Jim Rygiel                                                        | Jim Rygiel                                                        |
| Produkcija                  | New Line Cinema i WingNut Films                                   | New Line Cinema i WingNut Films                                   | New Line Cinema i WingNut Films                                   |
| Distributer                 | New Line Cinema                                                   | New Line Cinema                                                   | New Line Cinema                                                   |

## Box office
Prvi dio trilogije zaradio je u svijetu 870.761.744 USD, drugi dio 925.282.504 USD, dok je završni dio trilogije zaradio ukupno 1.119.110.941 USD.
Čitava trilogija je, širom svijeta, zaradila ukupno 2.915.155.189 USD.

## Nagrade
Filmovi trilogije Gospodar prstenova bili su nominirani za ukupno 30 Oskara, od čega su osvojili 17, što je rekord kada su u pitanju filmske trilogije.
- Prstenova družina – Nominacije: 13, Pobjede: 4
- Dvije kule – Nominacije: 6, Pobjede: 2
- Povratak kralja – Nominacije: 11, Pobjede: 11

## Vanjske poveznice
- Službena stranica trilogije
- TheOneRing.net